# Kdetoys
Kdetoys è una raccolta di diversi programmi di KDE. L'insieme dei "toys" può variare di versione in versione ed in base ai diversi sistemi operativi. Kdetoys include programmi come un paio di occhi che seguono il puntatore del mouse e uno strumento che aiuta la preparazione del Tè segnando il tempo necessario.